# Abronia mitchelli
Abronia mitchelli är en ödleart som beskrevs av  Campbell 1982. Abronia mitchelli ingår i släktet Abronia och familjen kopparödlor. Inga underarter finns listade i Catalogue of Life.
Ödlan är endast känd från en liten region i delstaten Oaxaca i Mexiko. Exemplar hittades vid 1750 meter över havet. De lever i molnskogar med gamla träd.
Skogen där arten hittades blev inte förändrat. Populationens storlek och ödlans behov är inte kända. IUCN kategoriserar arten globalt som otillräckligt studerad.